# Uszczelniacz kanałowy
Uszczelniacz kanałowy – materiał plastyczny przeznaczony do wypełniania kanałów korzeniowych w połączeniu z ćwiekami gutaperkowymi, stosowany w leczeniu kanałowym zębów.
Służy do wypełniania przestrzeni w kanale zęba między ćwiekami gutaperkowymi oraz między ćwiekami i ścianami kanałów. Twardnieje najczęściej w sposób chemiczny (materiał chemoutwardzalny).
Istnieje kilka grup materiałów uszczelniających między innymi: 
- na bazie żywic epoksydowych;
- z  wodorotlenkiem wapnia,
- silikonowe
- na bazie tlenku cynku
- szklano-jonomerowe
- z dodatkiem leków
- na bazie żywic metakrylanowych
- inne[2]